# Глостер Горкок
Глостер Горкок (енгл. Gloster Gorcock) је једноседи ловачки авион направљен у Уједињеном Краљевству. Авион је први пут полетео 1925. године. 

Проблеми са мотором узроковали су кашњење авиона на конкурс, и остао је само у облику прототипова.
Највећа брзина авиона при хоризонталном лету је износила 280 km/h.
Практична највећа висина током лета је износила 7315 метара а брзина успињања 416 метара у минути. Распон крила авиона је био 8,69 метара, а дужина трупа 7,94 метара. Био је наоружан са два митраљеза калибра 7,7 милиметара Викерс.

## Наоружање
| Наоружање авиона: Глостер Горкок |          |
| Ватрено (стрељачко) наоружање    |          |
| Топ                              |          |
| Митраљез                         |          |
| Број и ознака митраљеза          | 2 Викерс |
| Калибар                          | 7,7      |
| Бомбардерско наоружање (бомбе)   |          |
| Ракетно наоружање (ракете)       |          |